# Diplomaten i Barcelona
Diplomaten i Barcelona (engelska: The Diplomat) är en brittisk dramaserie från 2023 som hade premiär i Storbritannien i 28 februari 2023. Första säsongen består av sex avsnitt. Seriens manus har skrivits av Ben Richards och Jill Robertson och Jenny Paddon har svarat för regin. Serien sänds på TV4 Play från juni 2023.

## Handling
Serien kretsar kring den brittiska konsuln Laura Simmonds och hennes kollega Alba Ortiz. De arbetar på det brittiska konsulatet i Barcelona för att hjälpa brittiska medborgare som har fått problem eller är i fara. Så deras diplomatiska förmåga testas ständigt. Arbetet kräver slughet, kreativitet och bra argumentationsteknik.

## Rollista (i urval)
- Sophie Rundle – Laura Simmonds
- Serena Manteghi – Alba Ortiz
- Dylan Brady – Carl Hyndley
- Laia Costa – Mariona Cabell
- Steven Cree – Sam Henderson
- Danny Sapani – Colin Sutherland
- Isak Férriz – Castells
- Bert Seymour – Seth Mille